# Dianthus zonatus
Dianthus zonatus är en nejlikväxtart som beskrevs av Edward Fenzl. Dianthus zonatus ingår i släktet nejlikor, och familjen nejlikväxter.

## Underarter
Arten delas in i följande underarter:
- D. z. aristatus
- D. z. hypochlorus